# Agostino Casaroli
Agostino Casaroli (Castel San Giovanni, 24 de noviembre de 1914-Roma, 9 de junio de 1998) fue un cardenal italiano de la Iglesia católica, secretario de Estado de la Santa Sede entre 1979 y 1990.

## Biografía
Su vocación sacerdotal se manifestó desde su juventud. Inició sus estudios eclesiásticos a los 15 años en el Colegio Alberoni, de Piacenza. Siete años después, en 1936, se trasladó a Roma, donde cursó estudios eclesiásticos en la Pontificia Universidad Lateranense, doctorándose en Derecho Canónico en 1939. Simultáneamente asistió a los cursos preparatorios para la diplomacia vaticana en la Pontificia Academia Eclesiástica, donde ingresó en 1937. Se ordenó sacerdote en la diócesis de Piacenza (Italia). En 1940, inició su actividad de diplomático al servicio de la Santa Sede, al ser destinado al Archivo de la Secretaría de Estado. Completó su formación diplomática asistiendo a los cursos de estudios internacionales en la Sociedad Italiana para la Organización Internacional. Trabajó en la Curia Romana, hasta que fue nombrado arzobispo titular de Cartago, el 4 de julio de 1967, siendo consagrado por el papa Pablo VI a los 8 días. El 28 de abril de 1979 se le designó prosecretario de Estado y Presidente de la Administración del Patrimonio de la Sede Apostólica. Se le impuso la púrpura el 30 de junio de ese mismo año como cardenal presbítero de los Santos Doce Apóstoles, siendo ya confirmado al día siguiente como Secretario de Estado de la Santa Sede. Ascendió a Cardenal obispo en 1985.
Se le considera el impulsor de la Ostpolitik de la Santa Sede bajo el pontificado de Juan XXIII y Pablo VI. Fue el primer presidente de la tercera sesión de la Conferencia sobre la Seguridad y la Cooperación en Europa, del 30 de julio al 1 de agosto de 1975. Fue, también, la mano derecha de Juan Pablo II. Coordinó la mediación entre la Argentina y Chile, que evitó una guerra en 1978.
Falleció por problemas circulatorios y esta enterrado en la Basílica de los Santos Apóstoles.

## Críticas
Según referencias periodísticas, en 1981 el arzobispo Marcel Lefebvre, en una conferencia que dio en Buenos Aires, le acusó de ser masón. Los seguidores de Lefevbre le acusan también de ser uno de los promotores de la colaboración de las jerarquías católicas con los regímenes comunistas del Este.
El 9 de noviembre de 2010 en una entrevista concedida para la Televisión pública Turca, Ali Agca, le acusa de planear el atentado contra el papa Juan Pablo II.